# Eurafrasie
Eurafrasie nebo také Afrasie, Afrika-Eurasie, Starý svět či světový ostrov jsou označení pro zdaleka největší souvislé (tj. mořem neoddělené) území souše na Zemi, v podstatě kontinent (označovaný též za tzv. superkontinent či megakontinent) zahrnující v sobě 3 území souše, jež jsou dnes obecně považována za samostatné světadíly: Asii, Afriku a Evropu. 
V geopolitice je Eurafrasie označována jako světový ostrov. Označení starý svět sloužilo pro historické rozlišení mezi relativně nedávno objevenou Amerikou (novým světem) a už dlouho známými kontinenty. V termínu Afrasie je zanedbáváno postavení Evropy, která může být (zejména z fyzickogeografického hlediska) považována za pouhý poloostrov Asie.
V podstatě logická koncepce spojení tří (dvou) kontinentů v jeden se však příliš neujala a je používána a zmiňována jen příležitostně. Neujala se pravděpodobně z těchto důvodů:
- historické důvody
- velké kulturní rozdíly v lidském obyvatelstvu v jednotlivých částech Eurafrasie
- jen velmi úzké spojení mezi Afrikou a Asií, navíc v současnosti uměle přerušené Suezským průplavem
- Eurafrasie nemá společnou geologickou minulost
- velikost tohoto území v poměru k ostatní souši na Zemi není účelná (např. pro pedagogiku, statistiku atd.) - v Eurafrasii žije víc než 85 % lidstva, to znamená že v ní žije 7,156 miliard lidí k datu 31.3. 2025

Eurafrasie je geologicky mladá. Ještě před 60 miliony let byly Eurasie a Afrika včetně Arabského poloostrova oddělená území (rovněž Indie byla oddělená od Asie). Eurafrasie tvoří 57,4 % souše, nebo 16,7 % povrchu Země a žije na ní 85,8 % obyvatel Země (lidí), navíc s tendencí k dalšímu zvyšování podílu. Je také osídlena velmi hustě, přičemž průměrnou hustotu osídlení zatím o něco snižuje Afrika. Hustěji osídlená by byla pouze Asie jako samostatný kontinent.
Eurafrasie je domovem všech hlavních lidských ras (s výjimkou rasy Austrálců, pokud je možné ji za samostatnou rasu považovat) a pravděpodobně i místem vzniku lidského druhu. Je rovněž dominantní z hlediska kultury a významu v dějinách lidstva. 
Rovněž v hospodářství především díky naprosté převaze obyvatelstva dominuje, ovšem zde už ne tak bezvýhradně, protože nejchudší země světa leží ve velké většině právě na ní, zatímco supervelmoc Spojené státy americké na ní neleží.

## Poloha
Ačkoli převážná většina eurafrasijského území leží na východní polokouli, oba její konce přesahují na polokouli západní. Severní okraj kontinentu zasahuje až do polárních oblastí, na jihu překračuje obratník Kozoroha, ale do mírného ani polárního pásu nedosahuje.
- Nejsevernější bod: Čeljuskinův mys (77° 44' s.š.) na poloostrově Tajmyr v Rusku
- Nejjižnější bod: Střelkový mys (34° 50' j.š.) v Jihoafrické republice
- Nejzápadnější bod: Zelený mys (17° 31' z.d.) v Senegalu
- Nejvýchodnější bod: Děžňovův mys (169° 40' z.d.) na poloostrově Čukotka v Rusku

Nejzazší body včetně ostrovů:
- Nejsevernější bod: mys Fligely (81° 51' s.š.) v Zemi Františka Josefa
- Nejjižnější bod: Cape Agulhas (34° 50' j.š.) v Jihoafrické republice
- Nejzápadnější bod: Fajã Grande (31° 16' z.d.) na ostrově Flores na Azorách
- Nejvýchodnější bod: ostrov Velký Diomédes (169° 00' z.d.) v Beringově průlivu

## Základní fakta
| Území                                   | Rozloha (km²) | Počet obyvatel | Hustota osídlení (ob./km²) |
| --------------------------------------- | ------------- | -------------- | -------------------------- |
| Eurafrasie                              | 85 255 000    | 5 488 000 000  | 64,3                       |
| Afrika                                  | 30 315 000    | 885 000 000    | 29,2                       |
| Eurasie                                 | 54 940 000    | 4 603 000 000  | 83,8                       |
| Asie                                    | 44 413 000    | 3 875 000 000  | 87,2                       |
| Evropa                                  | 10 527 000    | 728 000 000    | 69,2                       |
| Země                                    | 510 083 000   | 6 825 000 000  | 12,5                       |
| Zemská souš                             | 148 628 000   | 6 396 000 000  | 43,0                       |
| Souš bez Eurafrasie                     | 63 373 000    | 908 000 000    | 14,3                       |
| Jižní Amerika                           | 17 850 000    | 404 000 000    | 22,6                       |
| Severní Amerika                         | 24 228 000    | 472 000 000    | 19,5                       |
| Amerika - součet                        | 42 078 000    | 875 000 000    | 20,8                       |
| Antarktida                              | 13 180 000    | 0              | 0                          |
| Austrálie a Oceánie                     | 8 511 000     | 33 000 000     | 3,9                        |
| Austrálie bez Oceánie (Australský svaz) | 7 687 000     | 20 100 000     | 2,6                        |
| Oceánie                                 | 824 000       | 12 900 000     | 15,7                       |

V hustotě obyvatel mohou být drobné odchylky vzhledem k zaokrouhlování při výpočtech a drobným nesrovnalostem v „2004 World Population Data Sheet of the Population Reference Bureau“ (způsobené patrně rovněž zaokrouhlováním).

### Porovnání rozlohy
Seřazeno sestupně (různé koncepce), pro porovnání také Měsíc a Mars.
| Území                                   | Rozloha v km² |
| --------------------------------------- | ------------- |
| Země                                    | 510 083 000   |
| Souše                                   | 148 628 000   |
| Mars                                    | 145 011 000   |
| Eurafrasie                              | 85 255 000    |
| souš bez Eurafrasie                     | 63 373 000    |
| Eurasie                                 | 54 940 000    |
| Asie                                    | 44 413 000    |
| Ameriky - součet                        | 42 078 000    |
| Měsíc                                   | 37 959 000    |
| Afrika                                  | 30 315 000    |
| Severní Amerika                         | 24 228 000    |
| Jižní Amerika                           | 17 850 000    |
| Antarktida                              | 13 180 000    |
| Evropa                                  | 10 527 000    |
| Austrálie a Oceánie                     | 8 511 000     |
| Austrálie bez Oceánie (Australský svaz) | 7 687 000     |
| „Oceánie“ samotná                       | 824 000       |